# Монте Сан Ђовани Кампано
Монте Сан Ђовани Кампано (итал. Monte San Giovanni Campano) је насеље у Италији у округу Фрозиноне, региону Лацио.
Према процени из 2011. у насељу је живело 696 становника. Насеље се налази на надморској висини од 405 м.

## Становништво
Према резултатима пописа становништва 2011. у општини је живело 12.882 становника.
| 1931.  | 1936.  | 1951.  | 1961.  | 1971.  | 1981.  | 1991.  | 2001.  | 2011.  |
| ------ | ------ | ------ | ------ | ------ | ------ | ------ | ------ | ------ |
| 10.342 | 10.984 | 12.246 | 11.513 | 10.951 | 11.882 | 12.727 | 12.739 | 12.882 |